# Amata marjanoides
Amata marjanoides är en fjärilsart som beskrevs av Hermann Stauder 1921. Amata marjanoides ingår i släktet Amata och familjen björnspinnare. Inga underarter finns listade i Catalogue of Life.